# ساركوما خلايا لانغرهانز
ساركوما خلايا لانغر هانز  (بالإنجليزية:Langerhans cell sarcoma) هو نوع من أنواع كثرة المنسجات الخبيثة ،يجب التفريق بين هذه الساركوما وكثرة المنسجات لخلايا لانغر هانز والتي تعدّ ورما حميدا،عكس الساركوما لخلايا لانغر هانز التي تعرف بتحولها إلى ابيضاض الدم،من الممكن أن توجد في الرئة لكن مثل هذه الحالات نادرة الوجود.